# Ernst Liebrich
Ernst Liebrich (* 18. Dezember 1923 in Kaiserslautern; † 27. Januar 2001) war ein deutscher Fußballspieler. Der ältere Bruder von Weltmeister Werner Liebrich hat von 1945 bis 1955 beim 1. FC Kaiserslautern in der damals erstklassigen Fußball-Oberliga Südwest 129 Ligaspiele (3 Tore) absolviert und von 1942 bis 1955 in den Endrunden um die deutsche Meisterschaft zusätzlich 25 Pflichtspiele bestritten und wurde mit den „Roten Teufeln“ in den Jahren 1951 und 1953 deutscher Fußballmeister.

## Leben
Schon als Kind spielte Ernst Liebrich Fußball in den Straßen Kaiserslauterns. In der sogenannten „Kanälchersmannschaft“ spielten unter anderem auch die Walter-Brüder Fritz, Ottmar und Ludwig. Mit dem Vereinsfußball begann Liebrich als 10-Jähriger 1932 beim SC Kaiserslautern. Als sein Vater, der Gipser und Stuckateur Ernst Karl Liebrich (1901–1969), 1933 wegen seiner Tätigkeiten bei der KPD inhaftiert wurde, musste Ernst Liebrich jr. den Verein verlassen und schloss sich später dem Verein Olympia Kaiserslautern an. Dort blieb er nur ein Jahr, bis ihn Ottmar Walter überzeugte, zum 1. FC Kaiserslautern zu gehen. Von 1938 bis 1941 spielte er in der Jugend des FCK und gewann 1939 mit Mitspielern wie Ludwig Walter, Werner Kohlmeyer, Theo Baumann, Ottmar Walter und Edwin Bretz die Bannmeisterschaft. Für Ernst Liebrich war die Zeit als Jugendspieler bereits im Alter von 17 Jahren zu Ende gegangen, im Frühjahr 1941 bestritt er seine ersten Begegnungen für die erste Mannschaft. In der Kriegsrunde 1941/42 gewann er mit dem 1. FCK unter Trainer Karl Berndt die Meisterschaft in der Gauliga Westmark und war auch in den zwei ersten Endrundenspielen der Lauterer im Mai 1942 gegen den SV Waldhof (7:1) und FC Schalke 04 (3:9) jeweils als rechter Außenläufer an der Seite der Mitspieler Werner Baßler, Heinz Jergens, Fritz und Ottmar Walter im Einsatz. Ernst Liebrich spielte in der 1. Mannschaft des 1. FC Kaiserslautern bis 1955, unterbrochen durch eine Einberufung als Marinesoldat im Zweiten Weltkrieg und anschließender amerikanischer Gefangenschaft, aus der er im November 1945 entlassen wurde und zurück in die Pfalz kam. Er wurde mit dem FCK Deutscher Meister 1951 und 1953.
Liebrich wurde auch „(großer) Fahrer“ genannt. Sein jüngerer Bruder Werner („kleiner Fahrer“) und das bezeichnet eine rustikale und kompromisslose Arbeit als Abwehrspieler, der „dazwischenfährt“, wenn sich ein Angreifer dem Tor nähert. Ernst verrichtete seine Abwehrarbeit sachlich und abgeklärter. Augenzeugen hielten ihn am Ball sogar für den besseren der Brüder, die beide als kämpferische Vorbilder zu den tragenden Säulen der Elf zählten. Ohne Ernst gäbe es wahrscheinlich keinen Werner beim FCK. Ohne Walters wahrscheinlich keine Liebrichs. Der drei Monate jüngere Ottmar redete so lange auf Ernst ein, bis dieser 1936 vom kleinen Arbeiterverein Olympia in die FCK-Jugend wechselte.
Nach Ende des Zweiten Weltkriegs gehörte er von 1945/46 bis 1954/55 der Stammbesetzung der „Walter-Elf“ an. Er konnte in dieser Zeit acht Meistermannschaften in der Oberliga Südwest feiern und gehörte auch dem FCK-Team an, welches am 8. August 1948 in Köln im ersten Endspiel um die deutsche Meisterschaft mit 1:2 gegen den 1. FC Nürnberg verlor. Er wurde mit dem FCK Dritter in der deutschen Meisterschaft 1949 und wurde zum Abschluss seiner Karriere 1955 noch einmal als zwölfter Mann für das Finale in Hannover gegen Rot-Weiss Essen (3:4) nominiert, kommt aber wie im Jahr zuvor gegen Hannover 96 nicht zum Einsatz.
Liebrich war, wie sein Mannschaftskamerad Werner Baßler, beim Nähmaschinenhersteller Pfaff beschäftigt. Hier hatte er zunächst von 1938 bis 1942 eine Mechanikerlehre absolviert und arbeitete später im Unternehmen als technischer Zeichner bis zu seinem Ruhestand.